# Thorsten Benkenstein
Thorsten Benkenstein (* 1. Juni 1968 in Bremen) ist ein deutscher Trompeter und Flügelhornspieler des Modern Jazz.

## Leben und Wirken
Benkenstein, der zunächst eine klassische Ausbildung auf der Trompete erhielt, sammelte mit 16 Jahren in Bremen in einer Bigband erste Jazzerfahrungen. Bei Bob Lanese und Don Jacoby absolvierte er an der Hochschule für Musik und Tanz Köln ein Studium der klassischen Trompete. Seit 1993 trat er regelmäßig mit Bob Brookmeyer und dessen New Art Orchester auf. Weiterhin spielte er in den Bigbands von Al Porcino und Peter Herbolzheimer, im Sunday Night Orchestra, dem Concert Jazz Orchestra Vienna und dem Orchester Pepe Lienhard.
Zwischen 1993 und 2005 war er Mitglied im Vienna Art Orchestra. Seit 2005 gehört er der NDR Bigband an, in der er als Lead-Trompeter fungiert. Auch ist er auf dem neunten Album des United Jazz + Rock Ensemble und auf dem Debütalbum von Gansch & Roses zu hören. Tom Lord zufolge war er an 63 Aufnahmen zwischen 1986 und 2014 beteiligt.
Gemeinsam mit dem Wiener Instrumentenbauer Schagerl entwickelte er eine eigene Périnet-Trompeten-Reihe.